# Grundwassermessstelle

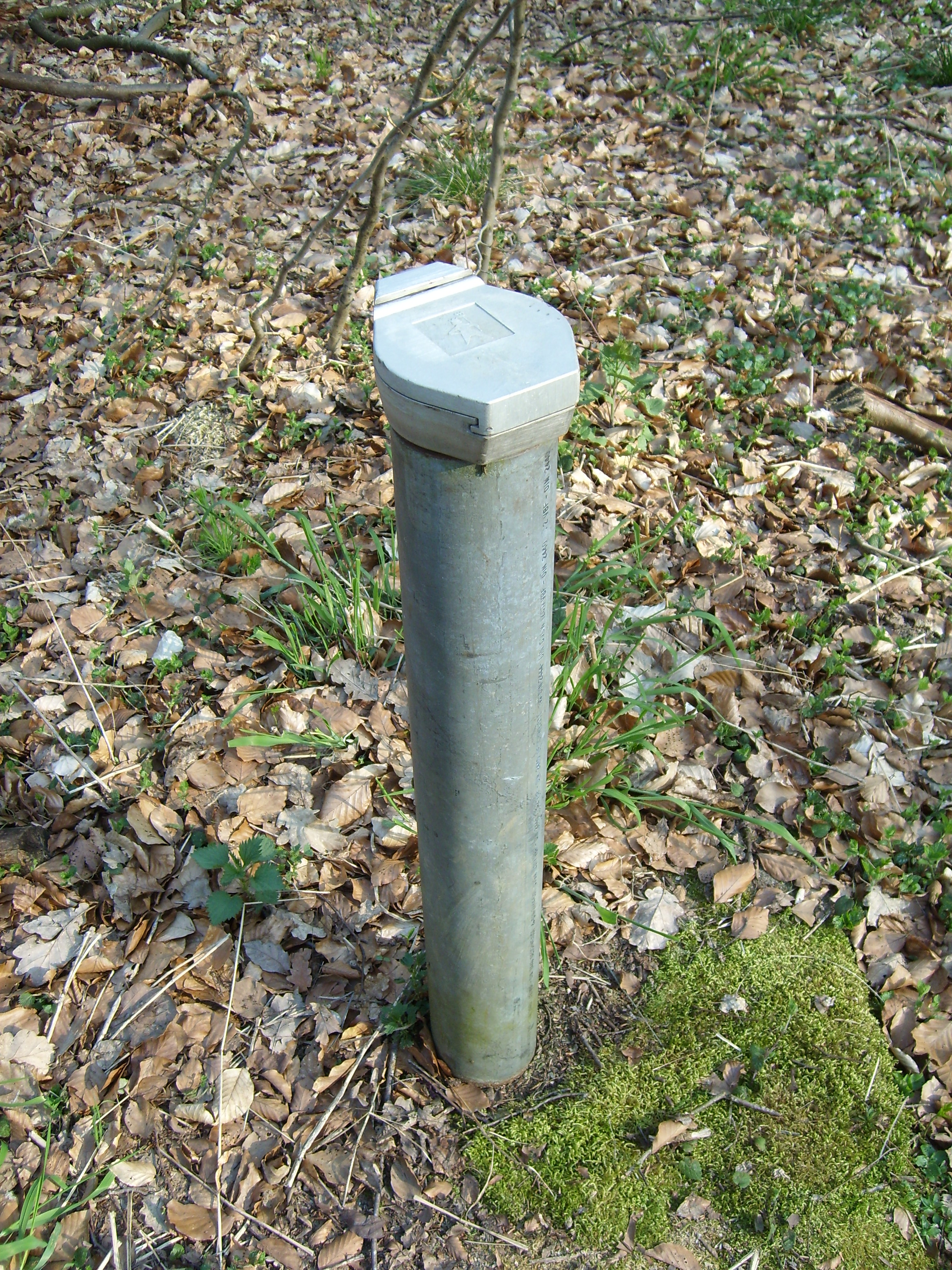
Grundwassermessstelle (Überflur). Der obere Rand des Peilrohrverschlusses ohne die Abdeckkappe bildet die Messpunkthöhe.

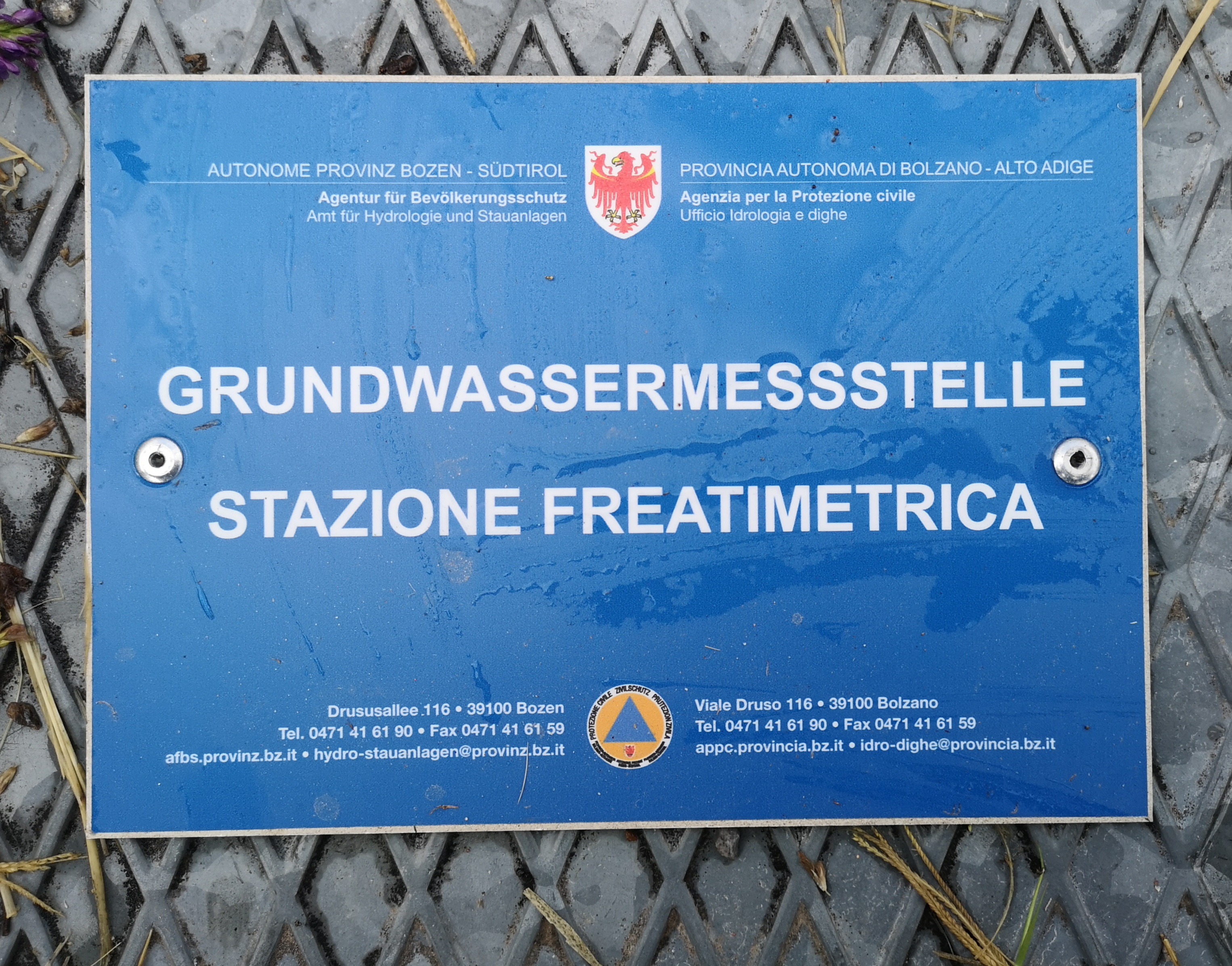
Grundwassermessstelle in Bozen, Südtirol

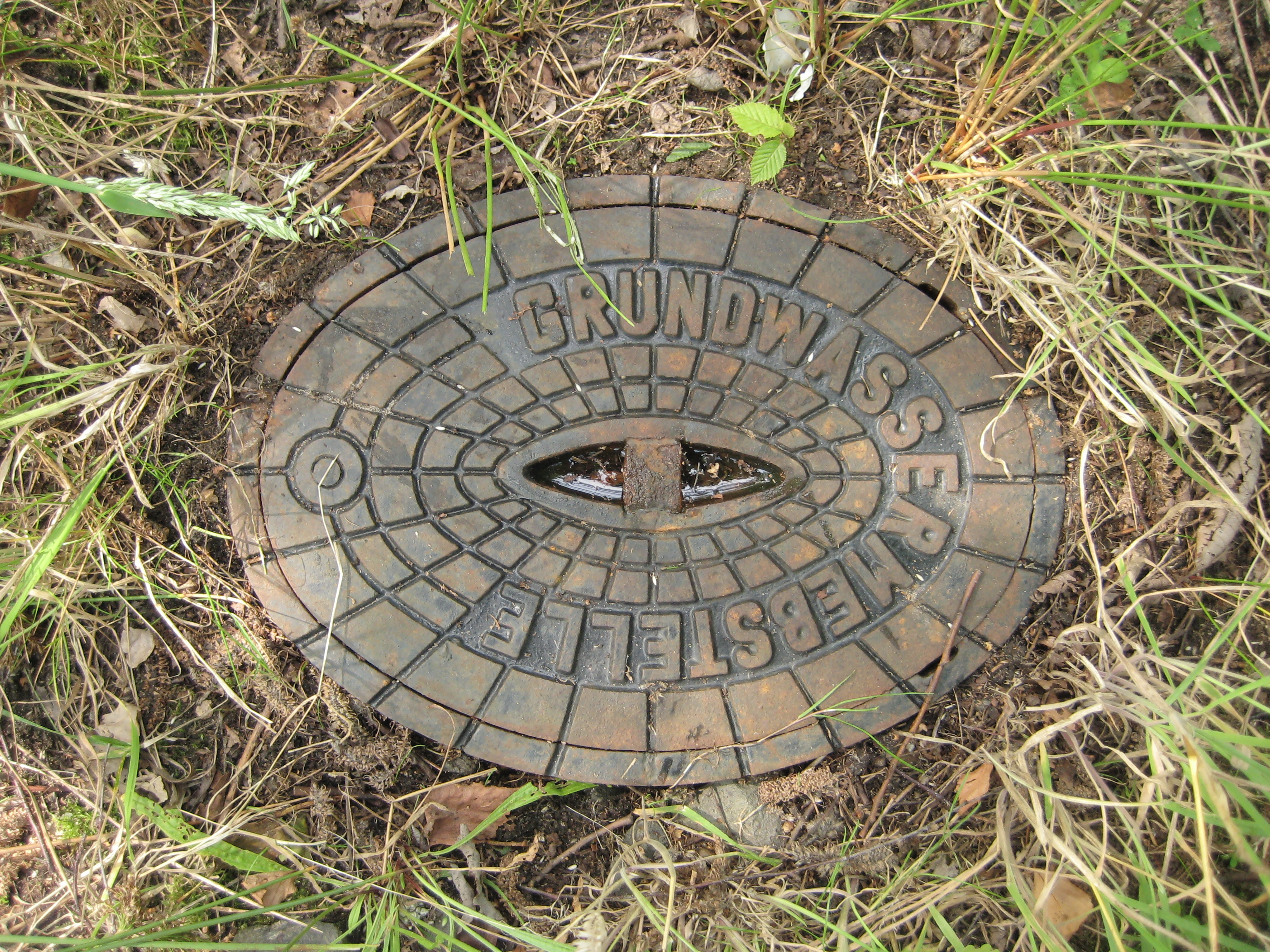
Grundwassermessstelle (unter der Straßenkappe), Ausbauart Unterflur in der Wiese

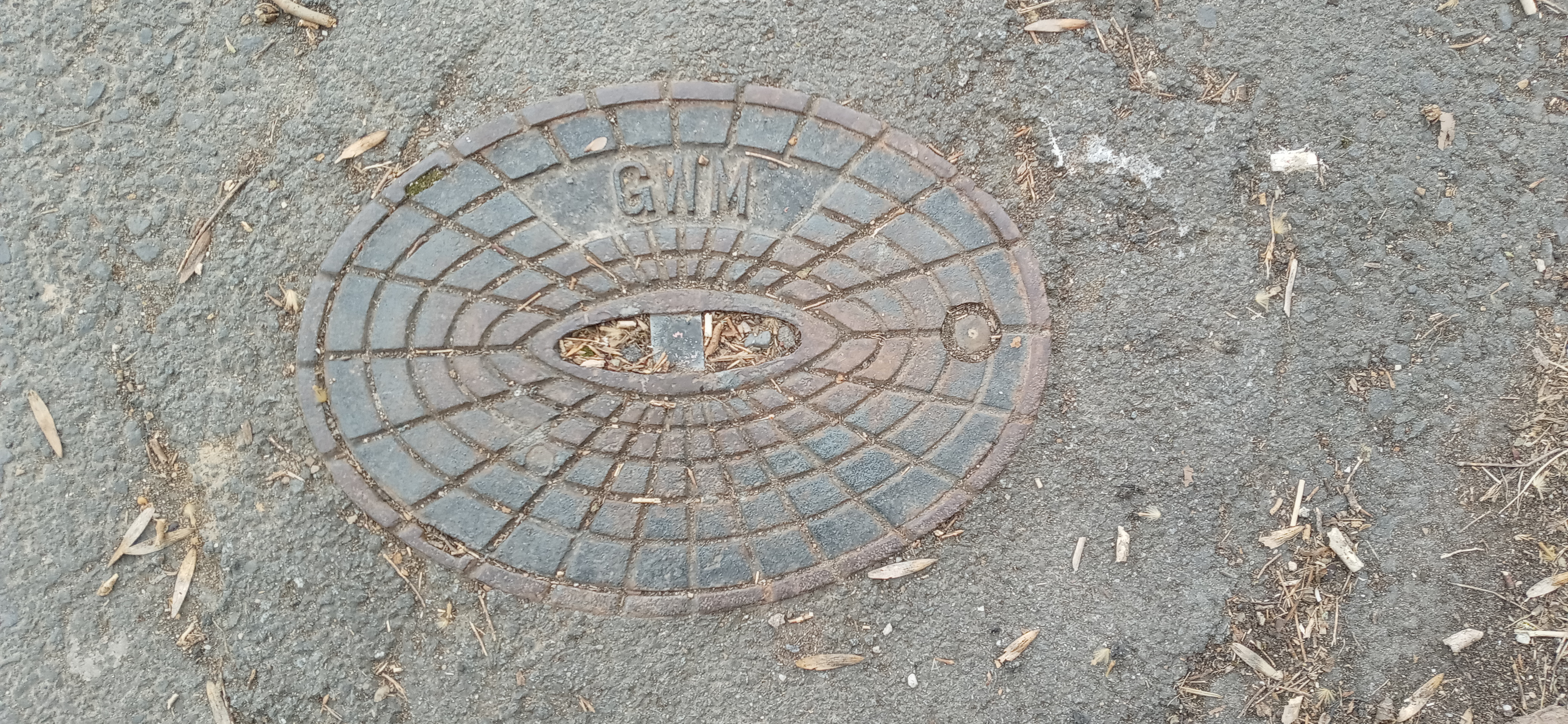
Grundwassermesspunkt (unter der Straßenkappe) in Frankfurt, Ausbauart Unterflur auf dem Weg

Grundwassermessstellen (GWM) werden eingerichtet, um Angaben zur räumlichen Verteilung und zeitlichen Veränderlichkeit des Grundwasserpotentials oder der Porenwasserdrücke im Untergrund zu erhalten. Außerdem werden Grundwassermessstellen zur Überwachung der Grundwasserqualität genutzt. Die Messstellen sind je nach Untersuchungsziel in offener oder geschlossener Bauweise ausgeführt.

## Funktion
Offene Grundwassermessstellen dienen zur Ermittlung der freien Grundwasseroberfläche in einem ungespannten Grundwasserleiter beziehungsweise der Grundwasserdruckfläche in einem (artesisch) gespannten Grundwasserleiter. Prinzipiell entspricht der Ausbau der Grundwassermessstelle dem eines verfilterten Bohrbrunnens zur Wassergewinnung, jedoch wird der Rohrdurchmesser geringer gewählt, Fördereinrichtung wie eine Unterwassermotorpumpe werden oft nur temporär für die Zeitdauer der Beprobung eingebracht. Geschlossene Grundwassermessstellen dienen zur Bestimmung der Porenwasserdrücke im unmittelbaren Bereich des Druckaufnehmers.
Grundwasserprobenahmen z. B. zur Güteüberwachung können an offenen und geschlossenen Messstellen durchgeführt werden.

## Errichtung von Messstellen
Die Grundwassermesseinrichtung sowie das Einbauverfahren sind auszuwählen abhängig von der Art und der hydraulischen Durchlässigkeit des anstehenden Untergrunds (Boden oder Gestein), der zu erwartenden Schwankungen, der für die jeweilige Fragestellung maßgebenden zeitlichen Auflösung der Messung sowie der geplanten Messdauer. Festlegungen zur Art und Anordnung von Grundwassermessstellen finden sich in der Norm EN 1997-2, in der DIN 4049 sowie im DVGW-Regelwerk Wasser.
Zur Ermittlung des Grundwasserstands wird im ersten Schritt der Höhenunterschied zwischen Messpunkt und Grundwasserspiegel, als „Abstich“ bezeichnet, beispielsweise mit Hilfe eines Lichtlots gemessen. Um den Grundwasserstand mit Bezug zum Geodätischen Datum des Messpunkts zu bestimmen, muss danach der Abstich von der Messpunkthöhe abgezogen werden. Die Differenz zwischen Grundwasserstand und Geländehöhe wird als Flurabstand bezeichnet. Eine Grundwassermessstelle kann auch zur Durchführung von Schluck- oder Pumpversuchen verwendet werden, wobei im ersten Fall Wasser eingeleitet und im zweiten Fall abgepumpt wird. Die dabei ermittelte Größe von Pegelanstieg oder Absenkungstrichter lässt Rückschlüsse auf die hydraulische Leistungsfähigkeit des Aquifers zu.
Um den Eintrag von grundwasserschädlichen Stoffen direkt in den Grundwasserleiter zu verhindern, müssen Grundwassermessstellen wie alle Brunnen tagwasserdicht ausgeführt werden. Dies wird einerseits durch eine entsprechende Verpressung einer abdichtenden Suspension (meist aus Ton und Zement) oder durch Einbringen von Dichtungston in Form von quellfähigen Pellets („Tonsperre“) zwischen der Verrohrung und dem anstehenden Untergrund oberhalb der Filterstrecke erreicht. Dies ist auch zur Vermeidung eines hydraulischen Kurzschlusses notwendig, wenn durch die Herstellung der Grundwassermessstelle zwei übereinanderliegende Grundwasserleiter durchbohrt wurden.
Um unbefugte Manipulationen und Vandalismus zu verhindern, wird das Pegelrohr meist mit einer absperrbaren Abdeckung (z. B. „Seba-Kappe“) gesichert.